# Liste der Botschafter der Vereinigten Staaten in Ruanda

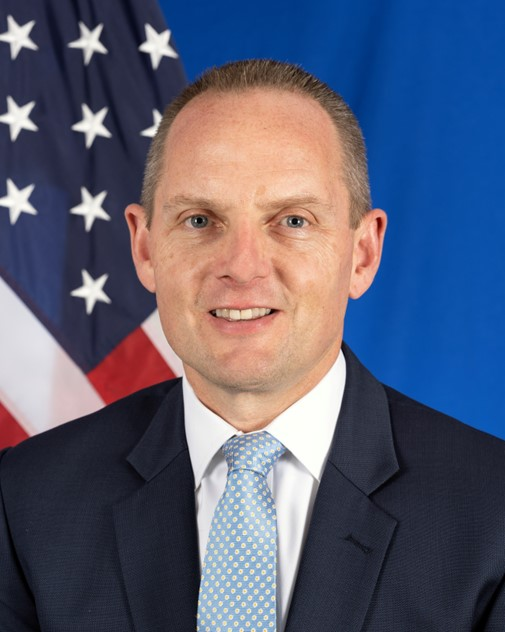
Eric W. Kneedler – seit 1. August 2023 Botschafter der Vereinigten Staaten in der Republik Ruanda

Der Botschafter der Vereinigten Staaten von Amerika in Ruanda ist der Botschafter der Vereinigten Staaten von Amerika in Ruanda.

## Botschafter
| Amtszeit  | Name                      | Bemerkung                    |
| --------- | ------------------------- | ---------------------------- |
| 1962–     | David John Stanger Manbey | Chargé d’Affaires ad interim |
| 1963–1966 | Charles Dudley Withers    |                              |
| 1966–1971 | Leo George Cyr            |                              |
| 1972–1973 | Robert Foster Corrigan    |                              |
| 1974–1976 | Robert Eugene Fritts      |                              |
| 1976–1979 | Trusten Frank Crigler     |                              |
| 1979–1982 | Harry Roberts Melone Jr.  |                              |
| 1982–1985 | John Propst Blane         |                              |
| 1986–1987 | John Edwin Upston         |                              |
| 1988–1990 | Leonard H. O. Spearman    |                              |
| 1990–1993 | Robert A. Flaten          |                              |
| 1994–1996 | David P. Rawson           |                              |
| 1996–1999 | Robert E. Gribbin III     |                              |
| 1999–2001 | George McDade Staples     |                              |
| 2001–2004 | Margaret K. McMillion     |                              |
| 2005–2008 | Michael R. Arietti        |                              |
| 2008–2011 | W. Stuart Symington IV    |                              |
| 2011–2015 | Donald W. Koran           |                              |
| 2015–2018 | Erica J. Barks-Ruggles    |                              |
| 2018–2022 | Peter H. Vrooman          |                              |
| 2022–2023 | Deb MacLean               | Chargé d’Affaires ad interim |
| 2023–     | Eric W. Kneedler          | (Stand 5. Juli 2025)         |